# 4733 ОРО
4733 ОРО (4733 ORO) — астероїд головного поясу, відкритий 19 квітня 1982 року.
Тіссеранів параметр щодо Юпітера — 3,669. Названий на честь обсерваторії Ок-Ридж . Назва астероїда це абревіатура повної назви обсерваторії